# Madonie

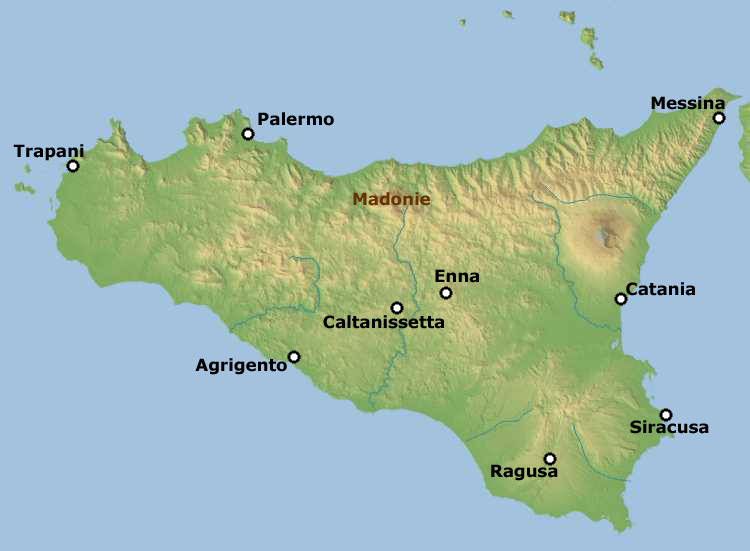
Ligging van de Madonie

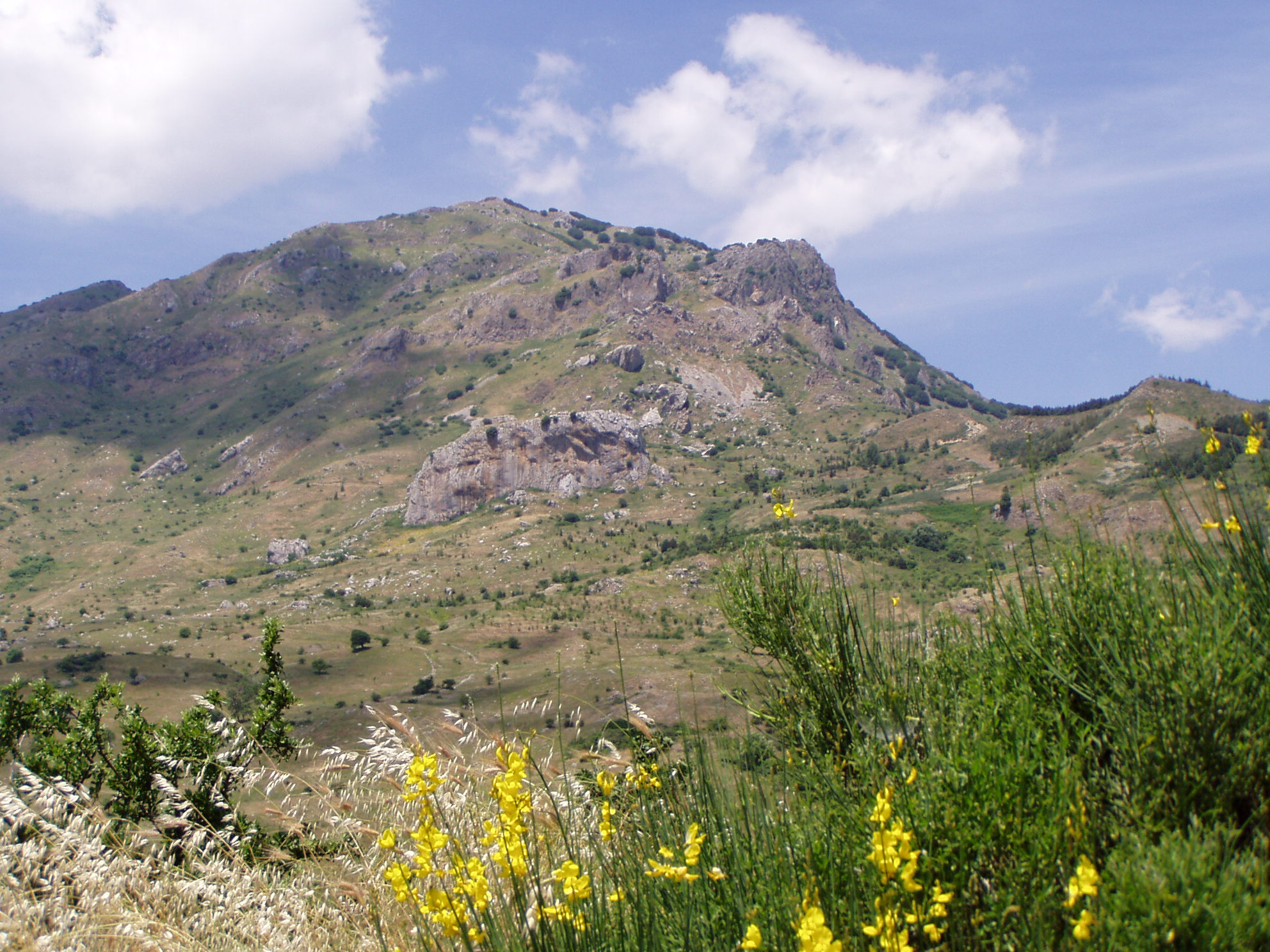
Monte San Salvatore in Parco delle Madonie

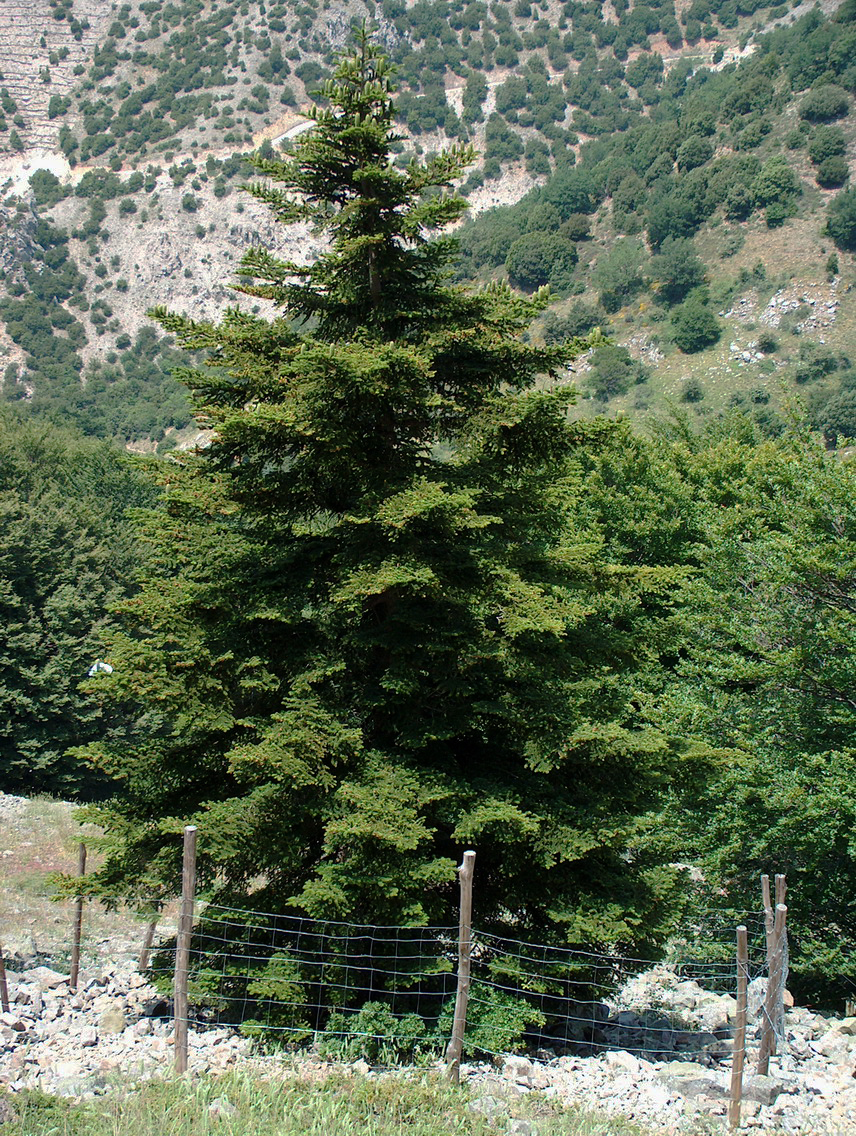
Siciliaanse zilverspar

De Madonie (afkorting van Italiaans Monti Madonie; Nederlands: Madoniegebergte) is een gebergte dat tamelijk nauwkeurig in het midden van de Siciliaanse noordkust ligt. De Madonie bevindt zich ten zuiden van de badplaats Cefalù en behoort tot de Metropolitane Stad Palermo. De bergwegen in dit gebergte dienden onder de naam Circuito Piccolo delle Madonie van 1906 tot 1977 als evenementlocatie voor de Targa Florio.
In sneeuwrijke winters worden de Madonie door de Palermitanen gebruikt voor wintersport. Tegelijkertijd fungeert het gebergte als belangrijk drinkwaterreservoir voor Palermo.

## Geologie
Samen met de Peloritani en de Nebrodi vormen de Monti Madonie een voortzetting van de bergketen de Apennijnen. De Madonie bestaan overwegend uit kalksteen en dolomietsteen. Het gesteente is plaatselijk sterk verkarst en doordrongen met karren en dolines.
De hoogste pieken van de Madonie zijn de Pizzo Carbonara (met 1.979 meter de hoogste niet-vulkanische berg van Sicilië en na de Etna de hoogste), de Pizzo Antenna Grande (1.977 meter), de Pizzo Palermo (1.964 meter), de Monte Ferro (1.906 meter), de Monte Mufara (1.865 meter), de Monte San Salvatore (1.912 meter) en de Pizzo Scalonazzo (1.904 meter).

## Natuur
Het bos op de Monti Madonie is een van de soortenrijkste wouden in het Middellandse Zeegebied. De bebossing bedekt een oppervlak van ongeveer 15.000 hectare, overwegend op de regenrijke noordhellingen van de Madonie. Hier groeien kurkeiken en steeneiken, iepen en hoge hulsten. Bovendien zijn de Madonie de laatste natuurlijke habitat van de Siciliaanse zilverspar (Abies nebrodensis).
In 1989 verkreeg een deel van de Monti Madonie vanwege zijn soortenrijke flora en fauna de status van natuurpark. Onder de naam Parco delle Madonie worden de natuurwaarden in dit gebied beschermd.